# Taiohae
Taiohae es una comuna asociada[cita requerida] de la comuna francesa de Nuku-Hiva que está situada en la subdivisión de Islas Marquesas, de la colectividad de ultramar de Polinesia Francesa.

## Composición
La comuna asociada de Taiohae comprende una fracción de la isla de Nuku-Hiva con los cuatro motus más próximos a dicha fracción, junto con las islas de Eiao, Hatutaa,  Hatu Iti, con sus dos motus:
| Comuna asociada de Taiohae       |                  |                  |                    |
| Fracción de la isla de Nuku Hiva | Población (2012) | Superficie (km²) | Densidad (hab/km²) |
| Taiohae                          | 2132             | -                | -                  |
| Islas                            | Población (2012) | Superficie (km²) | Densidad (hab/km²) |
| Eiao                             | 0                | 43.8             | 0                  |
| Hatutaa                          | 0                | 6.6              | 0                  |
| Islotes                          | Población (2012) | Superficie (km²) | Densidad (hab/km²) |
| Hatukau                          | -                | -                | -                  |
| Koio                             | -                | -                | -                  |
| Mataua Puna (Centinela del Este) | -                | -                | -                  |
| Motu Iti                         | -                | -                | -                  |
| Motu Iti (Hatu Iti)              | -                | -                | -                  |
| Motu Nui (Centinela del Oeste)   | -                | -                | -                  |
| Plate (Hatu Iti)                 | -                | -                | -                  |

## Demografía
| Gráfica de evolución demográfica de Taiohae entre 1977 y 2012 |
|                                                               |

Fuente: Insee